# Konjuh (Lipljan)
Pour les articles homonymes, voir Konjuh.
Konjuh en albanais et Konjuh en serbe latin (en serbe cyrillique : Коњух) est une localité du Kosovo située dans la commune/municipalité de Lipjan/Lipljan, district de Pristina (Kosovo) ou district de Kosovo (Serbie). Selon le recensement kosovar de 2011, elle compte 628 habitants.

## Démographie

### Évolution historique de la population dans la localité
| 1948 | 1953 | 1961 | 1971 | 1981 | 1991 | 2011 |
| ---- | ---- | ---- | ---- | ---- | ---- | ---- |
| 318  | 351  | 427  | 508  | 654  | 785  | 628  |

|  |

### Répartition de la population par nationalités (2011)
En 2011, les Albanais représentaient 93,15 % de la population et les Ashkalis 6,85 %.